# Gaston Vasseur
Pour les articles homonymes, voir Vasseur.
Ne doit pas être confondu avec Gaston Vasseur (géologue).
 (décembre 2013).
Si vous disposez d'ouvrages ou d'articles de référence ou si vous connaissez des sites web de qualité traitant du thème abordé ici, merci de compléter l'article en donnant les références utiles à sa vérifiabilité et en les liant à la section « Notes et références ».
Gaston Vasseur (1904-1971) est un écrivain et linguiste français né à  Nibas dans le Vimeu       (Somme). Il a soutenu une thèse de doctorat d'état ès-lettre à l'Université de Paris en 1948 sur Le parler picard de Nibas et sa grammaire sous la direction du professeur Robert Loriot.
Il fut Instituteur à Buigny-les-Gamaches
Il a écrit des  chroniques hebdomadaires en picard dans le journal Bresle et Vimeuse :  léttes à min cousin Polyte de 1938 à 1971. 
Gaston Vasseur a créé en 1967 à Abbeville, le groupe des Picardisants du Ponthieu et du Vimeu. Il a aussi été président de la Société d'Émulation d'Abbeville et  lauréat des Rosati picards.

## Le linguiste
Gaston Vasseur a considérablement enrichi par ses travaux la dialectologie picarde. Il a consacré une bonne partie de sa vie à des recherches qui sont du plus grand intérêt pour la connaissance de la langue picarde. Sa recherche a produit de nombreux lexiques et un dictionnaire picard-français.

## Livres sur la langue picarde du Vimeu
- Dictionnaire des Parlers Picards du Vimeu (Somme) avec considération spéciale du dialecte de Nibas, Musée de Picardie éd. , Amiens , (1963).

Nouvelle édition avec Index français-picard, Sides, Fontenay-sous-bois,  (ISBN 9-782868-611031) (1998) .
- Grammaire des parlers picards du Vimeu, Somme : avec considération spéciale du dialecte de Nibas, 142 pages, F. Paillart éd., ASIN B000X8CMNM  ,  (1996)
- Lexique serrurier du Vimeu, (Préface de Jean Mennesson, Introduction de Charles Bruneau), Publications Romanes et Françaises no 29, 80 pages, Librairie Droz,  (ISBN 2-600-02925-7), (1950)[2]
- Lexique picard du tisserand (1951)
- Lexique picard du tourbier (1959)
- Lexique picard du vannier (1964)
- Lexique picard du fondeur malléable (1964)
- Lexique picard du cordierier (1964)
- Lexique vimeusien du patinier (1965)
- Lexique picard du matelot valèricain (1969)
- Lexique du cleftier de Dargnies (avec Armel Depoilly) (1969)
- Lexique picard du tailleur de limes (avec Armel Depoilly) (1970)
- Blason populaire du Vimeu (1945)
- Proverbes et dictons des parlers vimeusiens, collection de la Société de Dialectologie Picarde, tome IV ,  Éditeur : Archives du Pas-de-Calais,  Abbeville, impr. Lafosse , 84 pages, ASIN B0014OD6T8    (1960)

## Autres livres
- Histoire d'un village picard. Nibas et ses annexes, Préface de M. Adrien Huguet ,  289 pages, Éditeur : Impr.  G. Bourgeois, ASIN: B001BN5FMS (1929)
- Les Brigands de l'an III dans le canton de Gamaches,  Éditeur : Impr. du Pilote de la Somme , 12 pages, ASIN: B001BN0BWW   (1937)
- Un prêtre picard compagnon de St Vincent de Paul Firmin Get,  Éditeur : Impr. du Pilote de la Somme , 16 pages, ASIN: B001BN0BRW   (1937)
- Un village picard pendant la Révolution Buigny-lès-Gamaches   ,  Éditeur : Impr. du Pilote de la Somme ,  15 pages, ASIN: B001BN7ELI   (1937)
- Casimir Leseigneur, dit Montmorin, Éditeur : Impr. du Messager eudois, Eu , 8 pages, ASIN: B001BN24BS   (1938)
- L'Abbé Charles Ozenne, compagnon de St-Vincent de Paul 1613-1658,  Éditeur : Impr. du Pilote de la Somme ,  30 pages, ASIN: B001BN7ERW    (1938)
- La Balle au tamis ,   Editeur : Société d'émulation historique et littéraire , 31 pages, ASIN: B001BN7EQS  (1945)
- Sous la botte. (Préface par Étienne Chantrel) , Éditeur : Impr. de F. Paillart ,  139 pages, ASIN: B001BN3LHO , (1945)
- Vingt-cinq ans après : Souvenirs de l'occupation,  112 pages ,  Éditeur : Impr. Lafosse, ASIN: B0014O7SHY , (1965)
- Jean de l'Ours (1949 et 1984)
- L'sermon d'Messire Grégoére, imprimerie du Marquenterre, 8 pages ,  (1952 et 1997)
- Vieilles souvenances,  illustré par Jean Sgard , 4 poèmes : Dins no vieille boutique - L ' picard - Chés gléneuses - Dins no viu platchu ;  Abbeville ,  (1952)
- Vieilles chansons (dessins de Jean Sgard) (1953)
- Vieilles fables (avec Jean Sgard) (1955)
- Pages d'autrefois (1956)
- Réflexions Sur Les Proverbes Et Dictons Des Parlers Vimeusiens De Gaston Vasseur, Delattre  Jean, Lafosse éd. ,  (1962)
- Georges Bilhaut (co-écrit avec Georges Gonthier), Lafosse éd. , (1963)
- De mon temps ,   Éditeur : P. Duclercq impr. F. Paillart,  91 pages, ASIN B0014O9JK8 , (1965)
- Contes d'ém grand-mére (1966)
- Paul Vimereu, écrivain picard : 1881-1962, 27 pages, Éditeur : C.R.D.P. Impr. C.R.D.P., ASIN B0014O9JCQ  (1966)
- Évocations ,  Éditeur : P. Duclercq , 87 pages, ASIN B0014OBNSO , (1968)
- Le pays picard : Deux leçons d'histoire locale, Éditeur : Centre régional de documentation pédagogique , 32 pages, ASIN B0014OBNM0   (1968)
- Histoéres du viux temps, Abbeville (1969)
- Vieux fabliaux (1971)
- Lettes a min cousin Polyte (1938 – 1971) , Collection de la Société de linguistique picarde ,  945 pages, Éditeur : F. Paillart, ASIN: B000WSLCKM , (2002)
- Chronique de Pierre le Prestre, abbé de Saint-Riquier, 1457-1480 : texte établi sur le manuscrit 94 de la bibliothèque d'Abbeville par Gaston Vasseur ; Éditeur:  Abbaye de Saint-Riquier, Abbeville)  (1971)
- Poètes de chez nous, (présentés par Lucien Cénat et Gaston Vasseur), Éditeur : Impr. de F. Paillart , 63 pages, ASIN: B001BN249U (1948)